# Serra Preta
Serra Preta é um município brasileiro do estado da Bahia, localizado na Área de Expansão Metropolitana de Feira de Santana. Sua população estimativa pelo IBGE em 2024 era de 18 685 habitantes.

## História
A região, cujos habitantes originais eram os indígenas paiaiás, integrava a sesmaria concedida, em 1655, pelo então governador-Geral do Brasil, Jerônimo de Ataíde, ao português João Peixoto Viegas.
Na década de 1670, os bandeirantes paulistas Brás Rodrigues de Arzão e Estêvão Ribeiro Baião Parente participam dos combates contra indígenas no interior da Bahia, passando pela região.
No final do século XVII, Inácio Carneiro de Oliveira e Jose Joaquim de Oliveira Santos adquirem uma faixa de terra dos herdeiros do português, ali criando sua fazenda. Mais tarde, José Pereira Mascarenhas, vindo do Piauí, fixou-se em um monte na Fazenda Queimadas.
Em 15 de agosto de 1722, foi erguida uma capela em louvor a Nossa Senhora do Bom Conselho e, ao seu redor, forma-se a povoação de Boa Vista, cujo nome foi alterado, em 1831, para Serra Preta.
A emancipação de Ipirá só ocorreu em virtude da Lei Estadual n.º 604, de 19 de dezembro de 1953, sendo o primeiro prefeito de Serra Preta Rubens Simas.

## Aspectos econômicos e culturais
A economia municipal tem base na agropecuária, mas os setores industriais e de serviços também participam da economia.

Dentre as festas culturais do município, incluem a Capina do Monte de Serra Preta, Bumba Meu Boi, Festa de São José e festas religiosas.